# حنين (فلم 2013)
حنين هو فيلمٌ عراقي أُنتج عام 2013، ألفه غسان محمد، وأخرجه أكرم كامل.

## قصة الفيلم
دعوة للحفاظ على الأسرة وقيمها، والتحذير من خطر المخدرات وحبوب الهلوسة، كما تعرض القصة مشكلة فتاة تتعرض للاضطهاد.

## إنتاج الفيلم
أُنتج الفيلم ضمن مشروع بغداد عاصمة الثقافة العربية عام 2013.
ومثل فيه كلٌ من : زهور علاء، وسمر قحطان، وذو الفقار خضر، ووليد العبوسي، وناهي مهدي، وساهرة عويد وشيماء جعفر. ورزاق حيدر، وأحمد طعمة، ونجلاء فهمي.
صُوّر الفيلم في مناطق المنصور، مقبرة الشيخ عمر، الكريعات، وكلها تقع في مدينة بغداد.